# Celloconcert (Foulds)
John Foulds voltooide zijn Celloconert in G majeur opus 17 in 1909.
De cello was het "eigen muziekinstrument" van Foulds. Hij bespeelde dat instrument jarenlang in het Hallé Orchestra. In allerlei aantekeningen is dan ook wel terug te vinden dat hij relatief veel composities voor dat instrument schreef, de andere kant is dat daarvan gedurende zijn vele verhuizingen veel verloren is gegaan. Uit diezelfde aantekeningen is bekend dat hij drie concerten voor cello en orkest heeft geschreven:
- een eerste werd voltooid omstreeks 1906, maar slechts een deel Lento e scherzetto overleefde;
- een tweede, dit celloconcert
- een derde in d mineur, dat opus 19 meekreeg, maar compleet van de aardbodem verdween.

Het concert is direct te herkennen aan zijn thema, dat gedurende het concert steeds terug te horen is. De opus 17 van Foulds is nog geschreven in de behoudende stijl, die hij later zou loslaten, dus ook nog in de klassieke driedelige opzet:
- Allegretto piacevole
- Adagio molto
- Impetuoso

Enige moderniteiten bestaan uit het thema dat in pizzicato uitgevoerd wordt en de cadens die geheel aan de solist is overgelaten. Het werk werd opgedragen aan Carl Fuchs, solocellist van het Hallé Orchestra en professor cello aan het Royal Manchester College of Music. Hij speelde dat ook de première op 16 maart 1911 met het Hallé Orchestra onder leiding van een afscheid nemende Hans Richter. Tijdens onderzoek naar de onderstaande plaatopname bleek het manuscript nog bijna geheel in de oorspronkelijke staat. Er was geen enkele aantekening op te vinden, hetgeen er op wijst, dat er nauwelijks op gerepeteerd is. Na de uitvoering verdween het werk geheel van het programma om pas in de jaren tachtig op te duiken. De cellist Ralph Wallfisch voerde het toen uit tijdens een radioprogramma. Opnieuw verdween het op de plank. Pas honderd jaar na de première kwam er een eerste plaatopname op de markt in een kleine revival van Foulds' werken. 